# 一硼化二铁
一硼化二铁是一种无机化合物，化学式为Fe2B，为铁的硼化物之一。

## 制备
一硼化二铁可由铝在高温下还原氧化硼和氧化铁的混合物反应得到：
B2O3 + 2Fe2O3 + 6Al → 2Fe2B + 3Al2O3

## 性质
一硼化二铁是一种铁磁性固体，在高于742°C（1368°F）的温度下转变为顺磁性固体。它在空气中加热至400 °C以上和氧反应。其高硬度使硼化钢更具有耐磨性。